# Карадазький дельфінарій
Карада́зький дельфіна́рій — спеціальна установа для демонстрації дресованих морських ссавців — дельфінів і морських котиків. Належить до Феодосійської міськради Криму, розташований поблизу селища Курортне на території Карадазької біостанції — наукового центру природного заповідника «Кара-Даг». При науковому центрі працює також акваріум, де представлені практично всі риби, що живуть в Чорному морі.
За часів СРСР у центрі велися дослідження з вивчення можливостей використання дельфінів у військових цілях. Надалі та з метою фінансування наукового центру басейн дельфінарію став використовуватись для проведення вистав із морськими тваринами.
Популярний туристичний об'єкт.